# Шеф (король)
Шеф (традиционное произношение) или Шиф (современное произношение), др.-англ. Sceaf или Scef (слово соответствует совр. англ. sheaf, сноп, вязанка) — легендарный король одного из племён англов во времена их проживания в Северной Германии (то есть до их вторжения в Британию), упоминаемый в английских легендах как один из предков английской королевской династии (до норманнского завоевания). Был якобы найден ребёнком в пустой лодке, которую выбросило на берег моря. Искажённые варианты написания имени: Sceafa, Seskef, Strephius. Стал также героем поэмы Толкина, который модернизировал написание его имени (Шив, Sheave), и трилогии Г. Гаррисона «Крест и корона».